# Vladimír Vaina
Vladimír Vaina (* 2. November 1909; † 28. Februar 1996) war ein tschechoslowakischer Ruderer.

## Karriere
Vladimír Vaina nahm an den Olympischen Sommerspielen 1936 in Berlin teil. Zusammen mit Josef Straka startete er in der Doppelzweier-Regatta teil. Das Duo erreichte das Halbfinale.